# نارلي (سنجك)
نارلي (بالكردية: Pamlî‏) (بالتركية: Narlı)‏ هي قرية كرديّة رشوانيّة تتبع إداريّاً لمديرية سنجك في محافظة أديامان التركية، بلغ عدد سكانها 214 نسمة في عام 2021 ويتبعها نجع آقداغ.